# Anticlinura
Anticlinura é um gênero de gastrópodes pertencente a família Mangeliidae.

## Espécies
- Anticlinura atlantica Garcia, 2005
- Anticlinura biconica (Schepman, 1913)
- Anticlinura monochorda (Dall, 1908)
- Anticlinura movilla (Dall, 1908)
- Anticlinura peruviana (Dall, 1908)
- Anticlinura serilla (Dall, 1908)